# Macromantis ovalifolia
Macromantis ovalifolia es una especie de mantis de la familia Mantidae.

## Distribución geográfica
Se encuentra en Surinam.